# 上海宣传画艺术中心
上海宣传画艺术中心（英語：Shanghai Propaganda Poster Art Center），位于上海市徐汇区华山路868号B0C室，是一家专门收藏和展示月份牌及宣传画的私人博物馆。

## 历史
上海宣传画艺术中心由杨培明创建。杨培明早年自外语专业毕业，退休之前曾经先后在两家大型旅游企业负责接待和管理境外游客团。1995年起，杨培明开始收藏宣传画，到2014年已收藏近6000种宣传画。2012年3月，杨培明租下华山路868号的一间地下室，作为收藏与展览场地，此后又经主管部门办理了相关证照，正式开设“上海宣传画艺术中心”。
上海宣传画艺术中心展出400余张宣传画，自20世纪初的月份牌到文化大革命后的宣传画都有。上海宣传画艺术中心馆内大致分成三个展区。第一时期是中华民国时期的月份牌，自1910年代到1940年代。其中包括明星胡蝶、周璇等人为模特的月份牌，不少月份牌是杭稚英、谢之光等知名画家绘制。月份牌之后，是中华人民共和国时期的宣传画，从1950年代的“新年画”，一直到文化大革命后的宣传画。此外还有文化大革命大字报、木刻宣传画等等。